# العلاقات الكاميرونية الدومينيكانية
العلاقات الكاميرونية الدومينيكانية هي العلاقات الثنائية التي تجمع بين الكاميرون وجمهورية الدومينيكان.

## مقارنة بين البلدين
هذه مقارنة عامة ومرجعية للدولتين:
| وجه المقارنة                                              | الكاميرون                      | جمهورية الدومينيكان |
| --------------------------------------------------------- | ------------------------------ | ------------------- |
| المساحة (كم2)                                             | 475.44 ألف                     | 48.67 ألف           |
| عدد السكان (نسمة)                                         | 24.05 مليون                    | 10.40 مليون         |
| الكثافة السكانية (ن./كم²)                                 | 50.58                          | 213.68              |
| العاصمة                                                   | ياوندي                         | سانتو دومينغو       |
| اللغة الرسمية                                             | لغة فرنسية، لغة إنجليزية       | اللغة الإسبانية     |
| العملة                                                    | فرنك وسط أفريقي                | بيزو دومنيكاني      |
| الناتج المحلي الإجمالي (بليون دولار)                      | 34.80 مليار                    | 75.93 مليار         |
| الناتج المحلي الإجمالي (تعادل القوة الشرائية) بليون دولار | 72.72 مليار                    | 149.89 مليار        |
| الناتج المحلي الإجمالي الاسمي للفرد دولار أمريكي          | 1.22 ألف                       | 6.47 ألف            |
| الناتج المحلي الإجمالي للفرد دولار أمريكي                 | 2.97 ألف                       | 13.26 ألف           |
| مؤشر التنمية البشرية                                      | 0.512                          | 0.715               |
| رمز المكالمات الدولي                                      | +237                           | +1809، +1829، +1849 |
| رمز الإنترنت                                              | .cm                            | .do                 |
| المنطقة الزمنية                                           | توقيت غرب أفريقيا، ت ع م+01:00 | 00                  |

## منظمات دولية مشتركة
يشترك البلدان في عضوية مجموعة من المنظمات الدولية، منها:
| علم المنظمة | اسم المنظمة                                 | تاريخ انضمام الكاميرون | تاريخ انضمام جمهورية الدومينيكان |
| ----------- | ------------------------------------------- | ---------------------- | -------------------------------- |
|             | المنظمة الهيدروغرافية الدولية               | ?                      | ?                                |
|             | الاتحاد البريدي العالمي                     | ?                      | ?                                |
|             | يونسكو                                      | 11 نوفمبر 1960         | 4 نوفمبر 1946                    |
|             | البنك الدولي للإنشاء والتعمير               | 10 يوليو 1963          | 18 سبتمبر 1961                   |
|             | منظمة التجارة العالمية                      | ?                      | ?                                |
|             | وكالة ضمان الاستثمار متعدد الأطراف          | 7 أكتوبر 1988          | 7 مارس 1997                      |
|             | منظمة الشرطة الجنائية الدولية               | ?                      | ?                                |
|             | مؤسسة التمويل الدولية                       | 1 أكتوبر 1974          | 31 أكتوبر 1961                   |
|             | الأمم المتحدة                               | 20 سبتمبر 1960         | 24 أكتوبر 1945                   |
|             | مجموعة دول أفريقيا والكاريبي والمحيط الهادئ | ?                      | ?                                |
|             | مؤسسة التنمية الدولية                       | 10 أبريل 1964          | 16 نوفمبر 1962                   |
|             | منظمة حظر الأسلحة الكيميائية                | ?                      | ?                                |

## وصلات خارجية
- موقع وزارة الخارجية الكاميرونية